# Competicions catalanes de futbol americà
La Federació catalana de Futbol Americà (FCFA) organitza competicions des de la temporada 1988-89, quan va crear la Lliga catalana de futbol americà, que va començar amb quatre equips: els Badalona Drags, el Búfals del Poble Nou, el Pioners de l'Hospitalet i els Boxers de Barcelona.

## Campions de les competicions catalanes masculines

### Sènior i Júnior
| Any     | Lliga Catalana (7x7)          | Supercopa          | Copa Junior          | Lliga Cadet               | Copa Cadet                        |
| 1988-89 |                               | Barcelona Bóxers   |                      |                           |                                   |
| 1989-90 |                               | Barcelona Bóxers   |                      |                           |                                   |
| 1990-91 |                               |                    |                      |                           |                                   |
| 1991-92 |                               |                    |                      |                           |                                   |
| 1992-93 |                               |                    |                      |                           |                                   |
| 1993-94 |                               | Búfals de Poblenou |                      |                           |                                   |
| 1994-95 |                               | Barcelona Bóxers   | Uroloki de Barcelona |                           |                                   |
| 1995-96 |                               | Búfals de Poblenou | Uroloki de Barcelona |                           |                                   |
| 1996-97 |                               |                    |                      |                           |                                   |
| 1997-98 |                               |                    |                      |                           |                                   |
| 1998-99 | Pioners de l'Hospitalet (7x7) |                    |                      | Reus Imperials            |                                   |
| 1999-00 | Reds de Terrassa (7x7)        |                    |                      | Vilafranca Eagles         |                                   |
| 2000-01 | Reds de Terrassa (7x7)        |                    |                      | Uroloki de Barcelona      |                                   |
| 2001-02 | Pioners de l'Hospitalet (7x7) |                    | Zaragoza Lions       | Uroloki de Barcelona      | Howlers Barcelona                 |
| 2002-03 | Uroloki de Barcelona (7x7)    |                    |                      | Howlers Barcelona         | Barcelona Búfals                  |
| 2003-04 | Uroloki de Barcelona (7x7)    |                    |                      | Barberà Rookies           |                                   |
| 2004-05 |                               |                    |                      | Barcelona Búfals          | Barcelona Búfals                  |
| 2005-06 |                               |                    |                      | Barcelona Búfals          | Barcelona Búfals Granollers Fènix |
| 2006-07 |                               |                    |                      | Argentona Bocs            | Barberà Rookies                   |
| 2007-08 |                               |                    | Argentona Bocs       | Barcelona Búfals          | Trojans Roda de Berà              |
| 2008-09 |                               |                    |                      | Barcelona Búfals          | Senglars de Castell d'Aró         |
| 2009-10 |                               |                    |                      | Senglars de Castell d'Aró |                                   |
| 2010-11 |                               |                    |                      | Pioners de l'Hospitalet   | Pioners de l'Hospitalet           |
| 2011-12 |                               |                    |                      | Pioners de l'Hospitalet   | Pioners de l'Hospitalet           |
| 2012-13 |                               |                    |                      | Pioners de l'Hospitalet   | Pioners de l'Hospitalet           |
| 2013-14 |                               |                    |                      | Pioners de l'Hospitalet   | Terrassa Reds AFT                 |
| 2014-15 |                               |                    |                      | Terrassa Reds AFT         | Barcelona Búfals                  |
| 2015-16 |                               |                    |                      | Barcelona Búfals          | Barberà Rookies                   |
| 2016-17 |                               |                    |                      | Pioners de l'Hospitalet   | Pioners de l'Hospitalet           |
| 2017-18 |                               |                    |                      |                           | Pioners de l'Hospitalet           |

### Sènior

#### Lliga Catalana[6]
| Edició | Data       | Lloc                                      | Campió               | Resultat | Finalista               | MVP                          |
| ------ | ---------- | ----------------------------------------- | -------------------- | -------- | ----------------------- | ---------------------------- |
| I      | 18/12/1988 | Nou Sardenya (Barcelona)                  | Badalona Dracs       | 15-12    | Búfals del Poblenou     | Manfredi Leone (Dracs)       |
| II     | 23/12/1989 | Narcís Sala (Barcelona)                   | Boxers de Barcelona  | 18-13    | Badalona Dracs          | John Robert White (Boxers)   |
| III    | 10/03/1991 | Estadi Olímpic (Barcelona)                | Howlers de Barcelona | 28-10    | Sant Just Trons         | Xisco Marcos (Howlers)       |
| IV     | 22/03/1992 | Municipal (Reus)                          | Boxers de Barcelona  | 33-0     | Sant Just Trons         | Xavi Vilaró (Boxers)         |
| V      | 27/02/1993 | Complex Esportiu Hospitalet Nord          | Boxers de Barcelona  | 24-18    | Pioners de l'Hospitalet | J. Luis Becerra (Boxers)     |
| VI     | 01/05/1994 | Complex Esportiu Hospitalet Nord          | Boxers de Barcelona  | 20-16    | Horta Taurons           | Sergio Diaz (Boxers)         |
| VII    | 07/05/1995 | Municipal del Cogost (Manresa)            | Argentona Bocs       | 14-12    | Salt Falcons            | Josep Maria Badosa (Falcons) |
| VIII   | 26/05/1996 | Federatiu d'Hockey (Terrassa)             | Terrassa Reds        | 16-0     | Salt Falcons            | Marcel Araya (Reds)          |
| IX     | 01/06/1997 | Municipal (Reus)                          | Fènix de Granollers  | 32-6     | Reus Imperials          | Esteban Lorente (Fénix)      |
| X      | 31/05/1998 | Municipal (Reus)                          | Reus Imperials       | 34-24    | Terrassa Reds           | Félix Martín (Imperials)     |
| XI     | 30/05/1999 | Estadi Joan Serrahima (Barcelona)         | Reus Imperials       | 26-8     | Terrassa Reds           | Félix Martín (Imperials)     |
| XII    | 21/05/2000 | Estadi Joan Serrahima (Barcelona)         | Barcelona Uroloki    | 22-14    | Reus Imperials          | Carlos Lara (Uroloki)        |
| XIII   | 08/04/2001 | Estadi Joan Serrahima (Barcelona)         | Argentona Bocs       | 19-0     | Reus Imperials          | Bruno Broseta (Bocs)         |
| XIV    | 07/04/2002 | Estadi Joan Serrahima (Barcelona)         | Barcelona Uroloki    | 24-2     | Búfals del Poblenou     | Rafa Todolí (Uroloki)        |
| XV     | 11/05/2003 | Estadi del Centenari (Badalona)           | Barcelona Uroloki    | 46-26    | Pioners de l'Hospitalet | Guillermo Grande (Uroloki)   |
| XVI    | 22/05/2004 | Estadi del Centenari (Badalona)           | Barcelona Uroloki    | 33-0     | Reus Imperials          | Francisco Ferrer (Uroloki)   |
| XVII   | 02/07/2005 | Estadi Joan Serrahima (Barcelona)         | Barcelona Uroloki    | 40-7     | Badalona Dracs          | Albert Solé (Uroloki)        |
| XVIII  | 28/05/2006 | Can Jofresa (Terrassa)                    | Reus Imperials       | 28-7     | Vilafranca Eagles       | Félix Martín (Imperials)     |
| XIX    | 10/06/2007 | Municipal (Reus)                          | Barberà Rookies      | 31-13    | Argentona Bocs          | Albert Gancedo (Rookies)     |
| XX     | 08/03/2008 | Can Llobet (Barberà del Vallès)           | Reus Imperials       | 34-13    | Barberà Rookies         | Adrià Solís (Imperials)      |
| XXI    | 29/03/2009 | Municipal (Argentona)                     | Reus Imperials       | 23-6     | Argentona Bocs          | Cesar Gómez (Imperials)      |
| XXII   | 18/04/2010 | Can Llobet (Barberà del Vallès)           | Barberà Rookies      | 46-0     | Reus Imperials          | Xavi Navarro (Rookies)       |
| XXIII  | 16/04/2011 | Municipal (Reus)                          | Reus Imperials       | 33-26    | Argentona Bocs          | Adrià Solís (Imperials)      |
| XXIV   | 25/03/2012 | Municipal (Argentona)                     | Reus Imperials       | 25-20    | Argentona Bocs          | Xisco Domínguez (Imperials)  |
| XXV    | 16/03/2013 | Municipal de la Barceloneta (Barcelona)   | Reus Imperials       | 21-14    | Argentona Bocs          | Oscar Rodríguez (Imperials)  |
| XXVI   | 06/04/2014 | Estadi Atletisme (Vilafranca del Penedès) | Argentona Bocs       | 29-6     | Barcelona Uroloki       | Daniel Lendhart (Bocs)       |
| XXVII  | 26/04/2015 | Estadi Atletisme (Vilafranca del Penedès) | Argentona Bocs       | 15-6     | Terrassa Reds           | Marc Güell (Bocs)            |
| XXVIII | 16/04/2016 | Municipal (Argentona)                     | Terrassa Reds AFT    | 8-7      | Girona Senglars/Falcons | Biel Folch (Reds)            |
| XXIX   | 30/04/2017 | Municipal (Santa Cristina d'Aro)          | Argentona Bocs       | 22-7     | Girona Senglars/Falcons | Daniel Lendhart (Bocs)       |
| XXX    | 21/04/2018 | Can Boada (Terrassa)                      | Terrassa Reds AFT    | 19-8     | Barberà Rookies         | Biel Folch (Reds)            |

#### Copa Catalana
| Edició | Data       | Lloc                                            | Campió                  | Resultat | Finalista               | MVP                          |
| ------ | ---------- | ----------------------------------------------- | ----------------------- | -------- | ----------------------- | ---------------------------- |
| I      | 03/06/1989 | Nova Creu Alta (Sabadell)                       | Boxers de Barcelona     | 40-6     | Badalona Dracs          | John Robert White (Boxers)   |
| II     | 03/06/1990 | Estadi Olímpic (Barcelona)                      | Boxers de Barcelona     | 28-14    | Osos Madrid             | Tom McConell (Boxers)        |
| III    | 27/06/1993 | Complex Esportiu Hospitalet Nord                | Howlers de Barcelona    | 28-10    | Sant Just Trons         |                              |
| IV     | 04/12/1994 | Complex Esportiu Hospitalet Nord                | Boxers de Barcelona     | 12-6     | Pioners de l'Hospitalet | Xavier Pascuet Jr (Boxers)   |
| V      | 17/12/1995 | Can Salvi (Sant Andreu de la Barca)             | Búfals del Poblenou     | 10-6     | Vilafranca Eagles       | Oscar Acedo (Búfals)         |
| VI     | 22/12/1996 | Can Salvi (Sant Andreu de la Barca)             | Vilafranca Eagles       | 14-0     | Búfals del Poblenou     | Móises Manso (Eagles)        |
| VII    | 04/04/1998 | Pistes atletisme (Granollers)                   | Pioners de l'Hospitalet | 42-13    | Fènix de Granollers     | Fernando Llinás (Pioners)    |
| VIII   | 08/01/1998 | Camp Nou Municipal (Reus)                       | Reus Imperials          | 20-14    | Badalona Dracs          | Oscar Rodríguez (Imperials)  |
| IX     | 19/12/1999 | Can Zam (Santa Coloma de Gramanet)              | Reus Imperials          | 33-14    | Badalona Dracs          | Vicenç Rodríguez (Imperials) |
| X      | 29/12/2000 | Pistes atletisme (Granollers)                   | Barcelona Uroloki       | 12-0     | Granollers Fènix        | Marc Solà (Uroloki)          |
| XI     | 15/12/2001 | Estadi Joan Serrahima (Barcelona)               | Pioners de l'Hospitalet | 12-7     | Argentona Bocs          | David Pascual (Pioners)      |
| XII    | 15/12/2002 | Estadi Joan Serrahima (Barcelona)               | Argentona Bocs          | 14-0     | Barcelona Uroloki       | Ferran Pallarolas (Bocs)     |
| XIII   | 30/11/2003 | Municipal de Montigalà (Badalona)               | Badalona Dracs          | 21-2     | Pioners de l'Hospitalet | Jordi Soler (Dracs)          |
| XIV    | 08/01/2005 | Estadi Joan Serrahima (Barcelona)               | Pioners de l'Hospitalet | 30-0     | Barcelona Búfals        | Edu Torrecillas (Pioners)    |
| XV     | 14/01/2006 | Municipal de Montigalà (Badalona)               | Pioners de l'Hospitalet | 17-0     | Badalona Dracs          | Sergio Vélez (Pioners)       |
| XVI    | 13/01/2007 | Estadi Joan Serrahima (Barcelona)               | Pioners de l'Hospitalet | 21-0     | Barcelona Búfals        | Hugo Solo (Pioners)          |
| XVII   | 18/11/2007 | Complex Esportiu Hospitalet Nord                | Pioners de l'Hospitalet | 35-14    | Badalona Dracs          | Marc Solà (Pioners)          |
| XVIII  | 13/12/2008 | Estadi Joan Serrahima (Barcelona)               | Pioners de l'Hospitalet | 21-17    | Badalona Dracs          | Ramon Figueroa (Pioners)     |
| XIX    | 20/12/2009 | Can Jofresa (Terrassa)                          | Pioners de l'Hospitalet | 41-10    | Barcelona Búfals        | Alexei Cusnir (Pioners)      |
| XX     | 19/12/2010 | Estadi Joan Serrahima (Barcelona)               | AFA Badalona Dracs      | 25-16    | Pioners de l'Hospitalet | Ferran Llinas (Dracs)        |
| XXI    | 17/12/2011 | Zona Esportiva Municipal (Santa Cristina d'Aro) | AFA Badalona Dracs      | 23-17    | Pioners de l'Hospitalet | J.C. Bartra (Dracs)          |
| XXII   | 16/12/2012 | Can Llobet (Barberà del Vallès)                 | AFA Badalona Dracs      | 40-17    | Barberà Rookies         | Ruben Beltrán (Dracs)        |
| XXIII  | 01/12/2013 | Can Llobet (Barberà del Vallès)                 | AFA Badalona Dracs      | 12-6     | Barberà Rookies         | Cesar Brugnani (Dracs)       |
| XXIV   | 13/12/2014 | Parc de la Catalana (Barcelona)                 | AFA Badalona Dracs      | 47-0     | Barcelona Búfals        | J.C. Bartra (Dracs)          |
| XXV    | 20/12/2015 | Badalona Sud (Badalona)                         | AFA Badalona Dracs      | 51-0     | Pioners de l'Hospitalet | J.C. Bartra (Dracs)          |
| XXVI   | 18/12/2016 | Badalona Sud (Badalona)                         | AFA Badalona Dracs      | 33-12    | Pioners de l'Hospitalet | Sergi Gonzalo (Dracs)        |
| XXVII  | 02/12/2017 | Estadi Joan Serrahima (Barcelona)               | AFA Badalona Dracs      | 35-7     | Pioners de l'Hospitalet | Javier Fernández (Dracs)     |
| XXVIII | 17-11-2019 | Estadi Joan Serrahima (Barcelona)               | AFA Badalona Dracs      | 29-13    | Pioners de l'Hospitalet | Guillem Garcia(Dracs)        |

#### Palmarés
| Equips                  | Campió                                                    | Subcampió                                     | Finals |
| ----------------------- | --------------------------------------------------------- | --------------------------------------------- | ------ |
| Badalona Dracs          | 9 (2003, 2010, 2011, 2012, 2013, 2014, 2015, 2016 i 2017) | 4 (1989, 1999, 2006 i 2008)                   | 13     |
| Pioners de l'Hospitalet | 8 (1998, 2001, 2005, 2006, 2007, 2007, 2008 i 2009)       | 6 (1994, 2003, 2010, 2011, 2015, 2016 i 2017) | 14     |
| Boxers de Barcelona     | 3 (1989, 1990 i 1994)                                     |                                               | 3      |
| Búfals del Poblenou     | 1 (1995)                                                  | 2 (1996 i 2005)                               | 3      |
| Vilafranca Eagles       | 1 (1996)                                                  | 1 (1995)                                      | 2      |
| Barcelona Uroloki       | 1 (2000)                                                  | 1 (2002)                                      | 2      |
| Argentona Bocs          | 1 (2002)                                                  | 1 (2001)                                      | 2      |
| Howlers de Barcelona    | 1 (1993)                                                  |                                               | 1      |
| Reus Imperials          | 2 (1998, 1999)                                            |                                               | 1      |
| Barcelona Búfals        |                                                           | 3 (2007, 2009 i 2014)                         | 3      |
| Fènix de Granollers     |                                                           | 2 (1998 i 2000)                               | 2      |
| Barberà Rookies         |                                                           | 2 (2012 i 2013)                               | 2      |
| Osos Madrid             |                                                           | 1 (1990)                                      | 1      |
| Sant Just Trons         |                                                           | 1 (1993)                                      | 1      |

#### Seus
| Seus                                            |   |                         |
| ----------------------------------------------- | - | ----------------------- |
| Estadi Joan Serrahima (Barcelona)               | 4 | 2001, 2002, 2010 i 2017 |
| Can Salvi (Sant Andreu de la Barca)             | 2 | 1995 1996               |
| Pistes atletisme (Granollers)                   | 2 | 1998 2000               |
| Can Llobet (Barberà del Vallès)                 | 2 | 2012 2013               |
| Badalona Sud (Badalona)                         | 2 | 2015 2016               |
| Nova Creu Alta (Sabadell)                       | 1 | 1989                    |
| Estadi Olímpic (Barcelona)                      | 1 | 1990                    |
| Complex Esportiu Hospitalet Nord                | 1 | 1993 1994               |
| Camp Nou Municipal (Reus)                       | 1 | 1998                    |
| Can Zam (Santa Coloma de Gramenet)              | 1 | 1999                    |
| Municipal de Montigalà (Badalona)               | 1 | 2006                    |
| Can Jofresa (Terrassa)                          | 1 | 2009                    |
| Zona Esportiva Municipal (Santa Cristina d'Aro) | 1 | 2011                    |
| Parc de la Catalana (Barcelona)                 | 1 | 2014                    |

#### MVP
| Equip                   |   | Jugadors |
| ----------------------- | - | --- |
| Badalona Dracs          | 9 | Jordi Soler (2003), Ferran Llinas (2010), J.C. Bartra (2011, 2014 i 2015), Ruben Beltrán (2012), Cesar Brugnani (2013), Sergi Gonzalo (2016) i Javier Fernández (2017)      |
| Pioners de l'Hospitalet | 8 | Fernando Llinás (1998), David Pascual (2001), Edu Torrecillas (2005), Sergio Vélez (2006), Hugo Solo (2007), Marc Solà (2007), Ramon Figueroa (2008) i Alexei Cusnir (2009) |
| Boxers de Barcelona     | 3 | John Robert White (1989), Tom McConel (1990)l i Xavier Pascuet Jr (1994) |
| Reus Imperials          | 2 | Oscar Rodríguez (1998) i Vicenç Rodríguez (1999) |
| Búfals del Poblenou     | 1 | Oscar Acedo (1995) |
| Vilafranca Eagles       | 1 | Móises Manso (1996) |
| Barcelona Uroloki       | 1 | Marc Solà (2000) |
| Argentona Bocs          | 1 | Ferran Pallarolas (2002) |

### Palmarés
| Equip                    | Campió | Campió                             | Subcampió | Subcampió                                | Finals |
| ------------------------ | ------ | ---------------------------------- | --------- | ---------------------------------------- | ------ |
| Pioners L'Hospitalet     | 6      | 1994, 1995, 1996, 2013, 2015, 2018 | 4         | 1997, 2012, 2014, 2016                   | 10     |
| Barcelona Búfals         | 5      | 1999, 2006, 2007, 2007 (7x7), 2009 | 6         | 1993, 1998, 2005, 2006 (7x7), 2011, 2013 | 11     |
| Barcelona Uroloki        | 5      | 1992, 1993, 1997, 1998, 2005       | 4         | 1994, 1996, 1998, 2002                   | 9      |
| Lions                    | 3      | 2000, 2001, 2002                   | 2         | 2003, 2004                               | 5      |
| AFA Badalona Dracs       | 3      | 2003 (7x7), 2011, 2012             | 1         | 2000                                     | 4      |
| Terrassa Reds Vallès/AFT | 2      | 2014, 2016                         | 3         | 2001, 2007 (7x7), 2015                   | 5      |
| Barberà Rookies          | 2      | 2006 (7x7), 2008                   | 2         | 2006, 2007, 2017, 2018                   | 6      |
| Argentona Bocs           | 2      | 2010, 2017                         | 2         | 2008, 2009                               | 4      |
| Barcelona Howlers        | 2      | 2003, 2004                         |           |                                          | 2      |
| Taurons d'Horta          | 1      | 1991                               |           |                                          | 1      |
| Reus Imperials           |        |                                    | 2         | 2003 (7x7), 2010                         | 2      |
| Búfals de Poble Nou      |        |                                    | 1         | 1991                                     | 1      |
| Warriors                 |        |                                    | 1         | 1992                                     | 1      |
| GSV                      |        |                                    | 1         | 1995                                     | 1      |

#### Seus
| Estadi Joan Serrahima (Barcelona)               | 9 | 1998 1999 2000 2001 2005 2006 2007 2009 2011 |
| Complex Esportiu Hospitalet Nord                | 3 | 1994 1995 1996                               |
| Municipal Les Grases (Sant Feliu de Llobregat)  | 3 | 2002 2003 (y 7x7) 2004                       |
| Pistes atletisme (Granollers)                   | 2 | 2007 (7x7) 2015                              |
| Municipal (Argentona)                           | 2 | 2010, 2017                                   |
| Verneda (Barcelona)                             | 1 | 1991                                         |
| Municipal d'Esports (Sant Just Desvern)         | 1 | 1992                                         |
| Estadi Olímpic (Terrassa)                       | 1 | 1993                                         |
| La Farga                                        | 1 | 1997                                         |
| P. José Barnés (Múrcia)                         | 1 | 2006 (7x7)                                   |
| Jardí del Túria (València)                      | 1 | 2008                                         |
| Municipal de Montigalà (Badalona)               | 1 | 2012                                         |
| Municipal de la Barceloneta (Barcelona)         | 1 | 2013                                         |
| Jabac (Terrassa)                                | 1 | 2014                                         |
| Zona Esportiva Municipal (Santa Cristina d'Aro) | 1 | 2016                                         |
| Can Llobet (Barberà del Vallès)                 | 1 | 2018                                         |

#### MVP
| Equip                |   | Jugadors |
| -------------------- | - | --- |
| Pioners L'Hospitalet | 6 | Honorio Sánchez (1994 1995 1996) Walter Jublawi (2013) Cameron Harnish (2015), Narcís Bach (2018)              |
| Barcelona Uroloki    | 5 | Alberto Pérez (1992) Quique Torres (1993) David Carballal (1997) Nordi B. Moussa (1998) Jonatan Merchan (2005) |
| Barcelona Búfals     | 4 | Adrià Sastre (2006) Álvaro Valdés (2007) Fran Barranquero (2007 7x7) Roger Navàs (2009)                        |
| Lions                | 2 | A. Santamaría (2001) Jesús Carro 'Jota' (2002)                                                                 |
| Barcelona Howlers    | 2 | Mario Carazzo (2003) Alvit Macià (2004)                                                                        |
| Argentona Bocs       | 2 | Enric Castillo (2010), Eudald Sabater (2017)                                                                   |
| AFA Badalona Dracs   | 2 | Jordi Brugnani (2011) Ruben Beltrán (2012)                                                                     |
| Terrassa Reds AFT    | 2 | Juan Ruiz (2014) Genís Masjoan (2016)                                                                          |
| AFA Badalona Dracs   | 1 | Jordi Pardo (2003 7x7)                                                                                         |
| Barberà Rookies      | 1 | Albert Gancedo (2006 7x7)                                                                                      |

## Resum campions de les competicions Futbol Americà
| Equip                | Copa Catalana (sènior masculina) | Lliga Catalana (sènior masculina) | Supercopa Catalana (sènior masculina) | Lliga Catalana (sènior femenina) | Total |
| -------------------- | -------------------------------- | --------------------------------- | ------------------------------------- | -------------------------------- | ----- |
| AFA Badalona Dracs   | 9                                | 1                                 |                                       | 2                                | 12    |
| Barcelona Bóxers     | 3                                | 4                                 | 3                                     |                                  | 10    |
| Pioners L'Hospitalet | 8                                |                                   |                                       |                                  | 8     |
| Barcelona Búfals     | 1                                |                                   | 2                                     | 1                                | 4     |
| Vilafranca Eagles    | 1                                |                                   |                                       |                                  | 1     |
| Barcelona Uroloki    | 1                                | 6                                 | 1                                     |                                  | 7     |
| Argentona Bocs       | 1                                | 5                                 |                                       |                                  | 6     |
| Barcelona Howlers    | 1                                | 1                                 |                                       | 2                                | 4     |
| Reus Imperials       | 2                                | 8                                 |                                       |                                  | 10    |
| Vallès Reds AFT      |                                  | 3                                 |                                       | 1                                | 4     |
| Barberà Rookies      |                                  | 2                                 |                                       | 3                                | 5     |
| Granollers Fènix     |                                  | 1                                 |                                       |                                  | 1     |
| Total                | 26                               | 29                                | 5                                     | 9                                |       |